# Barbara Dauner-Lieb
Barbara Dauner-Lieb (* 28. April 1955 in Hamburg) ist eine deutsche Rechtswissenschaftlerin und Hochschullehrerin an der Universität zu Köln. Seit dem 1. Juni 2021 ist sie Präsidentin des Verfassungsgerichtshofs für das Land Nordrhein-Westfalen.

## Leben
Dauner-Lieb verbrachte ihre Schulzeit in Osnabrück, Köln und Bergisch Gladbach. Nach dem Abitur nahm sie 1973 als Stipendiatin der Studienstiftung des deutschen Volkes ein Studium der Rechtswissenschaft an der Universität zu Köln auf, das sie 1979 mit der Ersten Juristischen Staatsprüfung abschloss. Von 1979 bis 1982 war Dauner-Lieb wissenschaftliche Assistentin am Lehrstuhl für Bürgerliches Recht, Arbeits- und Handelsrecht der Universität zu Köln. 1983 wurde sie mit einer von Wolfgang Zöllner betreuten Arbeit zu Verbraucherschutz durch Ausbildung eines Sonderprivatrechts für Verbraucher von der Universität Tübingen zum Dr. iur. promoviert. Im gleichen Jahr begann sie ihr Rechtsreferendariat, das sie 1986 mit der Zweiten Juristischen Staatsprüfung abschloss.
1986 wurde Dauner-Lieb zunächst Prokuristin sowie Leiterin der zentralen Rechtsabteilung der Zanders Papierfabrik in Bergisch Gladbach. Diese Tätigkeit übte sie bis 1990 aus. Daneben war Dauner-Lieb als Rechtsanwältin tätig.
Im Juli 1997 habilitierte sich Dauner-Lieb an der Universität Mainz mit einer von Horst Konzen betreuten Arbeit zum Thema Unternehmen in Sondervermögen.  Nach einer Lehrstuhlvertretung an der Universität zu Köln im Wintersemester 1997/98 nahm sie zum Sommersemester 1998 einen Ruf an die FernUniversität Hagen an. Im Sommersemester 2000 war sie dort Prorektorin für Lehre, Studium und Studienreform.
Im Oktober 2000 wechselte Dauner-Lieb an die Universität zu Köln. Dort ist sie seitdem Inhaberin des zuvor von ihrem Ehemann Manfred Lieb besetzten Lehrstuhls für Bürgerliches Recht, Handels- und Gesellschaftsrecht, Arbeitsrecht und Europäische Privatrechtsentwicklung sowie Direktorin des Instituts für Arbeits- und Wirtschaftsrecht. Seit November 2006 ist sie zudem Direktorin des Instituts für Gesellschaftsrecht und Leiterin der dortigen Abteilung für Europäisches Gesellschaftsrecht.
Von Februar 2002 bis Januar 2007 war Dauner-Lieb Richterin im Nebenamt am Oberlandesgericht Köln. Seit 2006 ist sie Mitglied des Verfassungsgerichtshofs für das Land Nordrhein-Westfalen. Am 19. Mai 2021 wurde sie vom nordrhein-westfälischen Landtag mit 164 von 182 Stimmen zum 1. Juni 2021 zur Präsidentin dieses Gerichts als Nachfolgerin von Ricarda Brandts gewählt.
Seit 1991 ist sie Mitglied der Auswahlkommissionen der Studienstiftung des Deutschen Volkes. Von Mai April 2005 bis Dezember 2007 war Dauner-Lieb Prorektorin für Internationales und Öffentlichkeitsarbeit der Universität zu Köln. Seit 2008 ist sie Programmbeauftragte für den Deutsch-Französischen Magisterstudiengang Rechtswissenschaften (DFM) der Universitäten Köln und Paris I (Panthéon-Sorbonne).
Seit 2011 ist Barbara Dauner-Lieb Mitglied des geschäftsführenden Vorstandes und wissenschaftlichen Beirates des Arbeitskreises deutscher Aufsichtsrat (AdAR) sowie Kuratorin am IFF Institut für Familienunternehmen in Stuttgart.
Von Februar bis September 2016 war Dauner-Lieb Vorsitzende des Präsidialrates der privaten Wiesbadener EBS Universität für Wirtschaft und Recht. Sie ist langjährig an der Hagen Law School für die Fachanwaltsausbildung tätig.
Dauner-Lieb war mit dem Juristen Manfred Lieb (1935–2017) verheiratet und hat drei Stiefkinder sowie einen gemeinsamen Sohn.
Bei Dauner-Lieb habilitierten sich Arnd Arnold, Anne Sanders, Johannes W. Flume und Ann-Marie Kaulbach.

## Ehrungen und Auszeichnungen
2019 erhielt die Juristin den erstmals vergebenen Landeslehrpreis Nordrhein-Westfalen. In der Begründung hieß es, Dauner-Lieb gelte „im Hinblick auf Verbesserungen und Innovation in der juristischen Lehre als die aktivste und sichtbarste Rechtsprofessorin Deutschlands“. Sie wurde für ihr rechtsdidaktisches Lebenswerk geehrt.
2021 wurde Dauner-Lieb mit dem Verdienstorden der Bundesrepublik Deutschland (Verdienstkreuz 1. Klasse) ausgezeichnet.

## Schriften (Auswahl)
- Verbraucherschutz durch Ausbildung eines Sonderprivatrechts für Verbraucher – systemkonforme Weiterentwicklung oder Schrittmacher der Systemveränderung? Duncker und Humblot, Berlin 1983, ISBN 978-3-428-05477-0 (Dissertation).
- Unternehmen in Sondervermögen – Haftung und Haftungsbeschränkung; zugleich ein Beitrag zum Unternehmen im Erbgang. Mohr Siebeck, Tübingen 1998, ISBN 978-3-16-146983-1 (Habilitationsschrift).
- Schuldrecht: Erläuterungen der Neuregelungen zum Verjährungsrecht, Schuldrecht, Schadensersatzrecht und Mietrecht. Deutscher Anwaltverlag, Bonn 2002, ISBN 978-3-8240-0586-4.
- Das neue Schuldrecht in der Praxis: Akzente, Brennpunkte, Ausblick. Heymann, Köln 2003, ISBN 978-3-452-25102-2.
- Inhaltskontrolle im Arbeitsrecht – Zwischen Zivilrecht und arbeitsrechtlichen Besonderheiten. Nomos, Baden-Baden 2006, ISBN 3-8329-1495-1.
- Kölner Kommentar zum UmwG. Heymann, Köln 2009, ISBN 978-3-452-26097-0.
- Familienunternehmen im Fokus von Wirtschaft und Wissenschaft. Festschrift für Mark K. Binz. Beck, München 2014, ISBN 978-3-406-67109-8.
- mit Thomas Heidel und Gerhard Ring: Bürgerliches Gesetzbuch . Kommentar. I bis VI. Nomos, Deutscher AnwaltVerlag, Bonn 2021, ISBN 978-3-8487-4991-1.
- mit Burkhard Schwenker: Gute Strategie. Der Ungewissheit offensiv begegnen. Campus, Frankfurt 2017, ISBN 978-3-593-50767-5.
- mit Karl-Hein Danzl und Alexander Wittwer (Hrsg.): Deutsches, österreichisches und internationales Schadensersatzrecht – Festschrift für Christian Huber. C.H. Beck, München 2020, ISBN 978-3-406-75338-1.
- mit Werner Langen (Hrsg.): Bürgerliches Gesetzbuch: Schuldrecht. Kommentar. 4. Auflage, Nomos Verlag, Baden-Baden 2021, ISBN 978-3-8487-4885-3
- mit Anne Sanders: Recht Aktiv – Erfolgreich durch das Examen. Reguvis Verlag, 2021